# 大島大火
大島大火（おおしま たいか）は、1965年（昭和40年）1月11日、伊豆大島（東京都大島町）で発生した大規模な火災である。
島西部の集落・元町の中心部が壊滅した。
記事により「伊豆大島大火」と表記される場合もある。

## 概略
1965年（昭和40年）、1月11日。その日の伊豆大島は強風が吹き荒れ、強風波浪注意報が発令されていた。午後9時頃には元町桟橋近くから小さな小火（ぼや）が出たが、消防隊の出動により無事に鎮火している。
ところが、それから2時間ほど経過した午後11時10分頃、元町桟橋近くの寿司店より出火。出火原因は、店の酔客が2階の客間の石油ストーブを倒した事による。午後11時15分、火災の発生を知らせる半鐘が集落に鳴り渡るが、集落のもっとも風上側から発した火の手は最大瞬間風速36.2m超の海風にあおられ、風に乗って海から山方面に向かって吹き上げられた。火の粉が元町を真っ赤に覆い尽くす状況は、遠く30km離れた対岸伊豆半島の熱川や稲取から、また伊豆七島・利島からもよく見えたという。
炎は一晩に渡って元町集落を嘗め尽くし、1月12日午前6時45分にようやく鎮火。元町市街地の約7割、大島町の3割が焼失する程の、想定外の大惨事となった。
本大火が原因による死者は出なかったが、大島大火での全焼戸数は、584棟418戸。公共建物の全焼は、図書館、大島支庁、郵便局、法務局大島出張所、農協等。焼失面積16万5,000㎡。罹災世帯408世帯1,273人。被害総額20億7,000万円。なお大島町役場、七島信用組合本店は火事の中心地にあったものの、コンクリート造りであったため焼失は免れた。
1月12日、東京都は大島町に災害救助法を適用した。同年3月までの全国からの見舞金は総額1億2,880万円にのぼった。
大島大火は、読売新聞の1965年「10大ニュース」のひとつに選ばれた。